# Kaiserstraße (Schurwald)
Die Kaiserstraße (auch Kaisersträßle genannt) ist eine historische Höhenstraße im nördlichen Schurwald.

## Geschichte
Die Straße ist eine aus dem Mittelalter überlieferte Ost-West-Verbindungslinie, die über den Höhenrücken des Schurwalds führt. Sie soll den staufischen Kaisern für ihre Ritte vom Hohenstaufen nach Waiblingen gedient haben. Diese Herleitung ist allerdings nach heutigen Erkenntnissen zu bezweifeln. Dennoch soll die Straße in der Vergangenheit eine wichtige Bedeutung gespielt haben, als Reise- und Versorgungsstraße. Streckenweise wird sie auch Römerstraße genannt.

## Heute
Seit 2008 ist das Kaisersträßle im Rahmen des Impulsprojekt Kaisersträßle als Rad- und Wanderweg ausgewiesen. Diese rund 43 km lange Strecke verläuft vom Fellbacher Kappelberg bis zum Fuß des Hohenstaufen bei Wäschenbeuren.